# Nílson Severino Dias
Nílson Severino Dias (Rio de Janeiro, 25 januari 1952) is een voormalig Braziliaans voetballer en trainer, ook bekend onder spelersnamen Nílson Dias.

## Biografie
Nílson Dias speelde het grootste gedeelte van zijn carrière voor Botafogo. In 1980 maakte hij de overstap naar Internacional en speelde daarna bijna elk jaar voor een andere club en beëindigde zijn carrière bij Olaria in 1985.
Hij speelde één wedstrijd voor het nationale elftal in een vriendschappelijke wedstrijd op 23 januari 1977 tegen Bulgarije.